# Embassament de Núria
L'embassament de Núria és un embassament que pertany al riu de Núria (conca del riu Freser, afluent del Ter), creat per una presa situada a la Vall de Núria, al terme municipal de Queralbs, a la comarca del Ripollès.